# إيفيكا تودوروف
إيفيكا تودوروف (بالفرنسية: Ivica Todorov)‏ هو لاعب كرة قدم ومدرب كرة قدم فرنسي وصربي، ولد في 4 يوليو 1950 في زرنجانین في صربيا. لعب مع النجم الأحمر بلغراد ونادي فرنسا ونادي ليموج ونادي موسكرون.